# 小林立志
小林 立志（こばやし たつし）は、日本の実業家、元テレビプロデューサー。愛称はゲッター。

## 人物
FIGHTING TV サムライを運営するサムライティービーに入社。営業担当からプロデューサーを経て、編成マネージャーも務めた。
2007年、サムライティービーを退社。その後はAVメーカーのソフト・オン・デマンドに転職。プロレスファンとして知られる夏目ナナのマネージャーを担当した。

## プロデューサー時代の担当番組
- 「バトルステーション」など中継番組